# 米克·甸恩
米高·列斯利·甸恩（英語：Michael Leslie Dean，1968年6月2日—），英格蘭足球球證，現為英超執法球證。出身於Heswall, Wirral，是柴郡足球總會成員之一。
2000年起被委任為英超當值球證，甸恩曾多次在大賽中執法。此外，由於阿仙奴在他執法的賽事戰績差劣，更有17戰僅一勝之紀錄，被視為阿仙奴的「死神」。                                 。
除此之外，甸恩的執法水準亦備受質疑，不少球迷和評述員對其的判決均摸不着頭腦。如2017年至2018年英超賽季第3輪般尼茅夫主場對曼城，當時雙方仍然戰至1-1，第4球證在下半場舉牌宣佈補時5分鐘。不過在補時5分鐘後甸恩仍然未吹完場哨，結果在補時第7分鐘史達寧為曼城射入致勝一球，而般尼茅夫在完場後一直向甸恩投訴爲何補時已過仍然未吹完場哨。更匪夷所思的是，史達寧進球之後與曼城球員衝去客場球迷區與曼城球迷慶祝，但回到場上後甸恩給與其黃牌一張，因爲之前已經纍積了一張黃牌，所以史達寧最後兩黃一紅被趕出場。當時曼城職球員對均此非常激動，甸恩吹完場哨後全場球迷對其報以噓聲。
值得一提的是，香港著名足球評述員何輝曾經在講到2018年世界盃的球證名單為何沒有英格蘭球證時曾經提及該場比賽作為事例。